# Berthåga kyrkogård

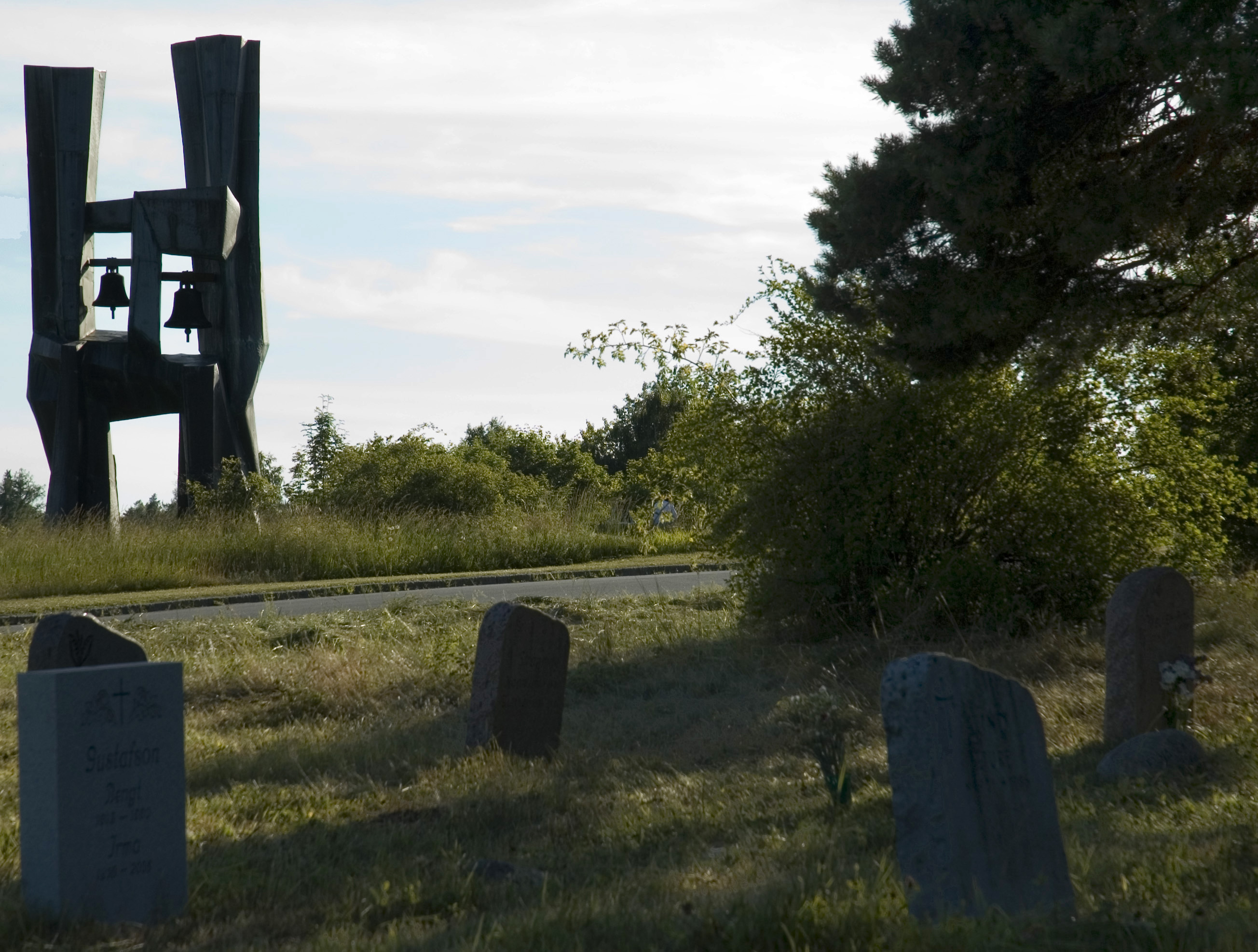
Klockstapeln på Berthåga kyrkogård i Uppsala

Berthåga kyrkogård är en begravningsplats i stadsdelen Berthåga, Uppsala. 
Den är en landskapskyrkogård som invigdes 1965 och ritades av landskapsarkitekten Ulla Bodorff. Hennes grundtanke var att den skulle spegla det uppländska landskapet. År 1996 påbörjades en utbyggnad med landskapsarkitekten Nils Odén och kyrkogårdsarkitekten Monica Sandberg som projektansvariga. Man lät göra ett parkområde med flera olika naturtyper som fick namnen Urnskogen, Bäckrummet, Fågeldammen, Slåtterängarna, Fruktlunden och Trädkyrkan. På begravningsplatsen finns även särskilda gravkvarter för katolska, armeniska, muslimska, judiska och bahá'í-gravar.
På kyrkogården finns även Uppsala krematorium som togs i bruk 1965. Byggnaden ritades av arkitekten Kurt von Schmalensee och innehåller bland annat två kapell - det mindre Stefanskapellet och S:t Erikskapellet med plats för cirka 90 gudstjänstbesökare.
Klockstapeln utformades av uppsalakonstnären Olof Hellström.